# Wightéone
La wightéone est un composé organique de la famille des isoflavone, un sous-groupe de flavonoïde. Elle est notamment présente dans Maclura aurantiaca, l'oranger des Osages.